# Arbacia punctulata
Arbacia punctulata là một loài cầu gai tím trong chi Arbacia. Môi trường sống tự nhiên của chúng là ở Đại Tây Dương Tây Dương. Arbacia punctulata có thể được tìm thấy trong vùng nước nông từ Massachusetts đến Cuba và bán đảo Yucatan, từ Texas đến Florida ở vịnh Mexico, bờ biển từ Panama đến Guiana thuộc Pháp và Lesser Antilles, thường trên đáy đá, cát hoặc nhiều vỏ sò. 
A. punctulata là loài ăn tạp, ăn nhiều loại mồi mặc dù Karlson xếp nó là thú ăn thịt tổng quát. Nó đã được chứng minh rằng nó là galactolipid chứ không phải là phlorotannin, mà hành động như ngăn chặn động vật ăn cỏ trong Fucus vesiculosus chống lại A. punctulata.
Trong hơn một thế kỷ, các nhà sinh vật học phát triển đã đánh giá loài cầu gai này là một sinh vật mô hình thử nghiệm. Trứng nhím biển là trong suốt và có thể được thao tác dễ dàng trong phòng thí nghiệm nghiên cứu. Trứng của chúng có thể dễ dàng thụ tinh và sau đó phát triển nhanh chóng và đồng bộ.
Trong nhiều thập kỷ, phôi thai của cầu gai này đã được sử dụng để thiết lập lý thuyết nhiễm sắc thể di truyền, trung thể, parthenogenesis, và thụ tinh. Công tác nghiên cứu trong suốt 30 năm qua đã thiết lập các hiện tượng quan trọng như vậy là tương đối ổn định mRNA và kiểm soát translational, cách ly và đặc tính hóa của bộ máy phân bào, và việc thực hiện các protein cấu trúc chính của bộ máy phân bào vi quản nhím biển nghiên cứu cung cấp bằng chứng đầu tiên của actin trong các tế bào cơ.
Arbacia punctulata cũng là một sinh vật mô hình độc tính trấm tích hải dương và nghiên cứu tinh trùng.

## Hình ảnh

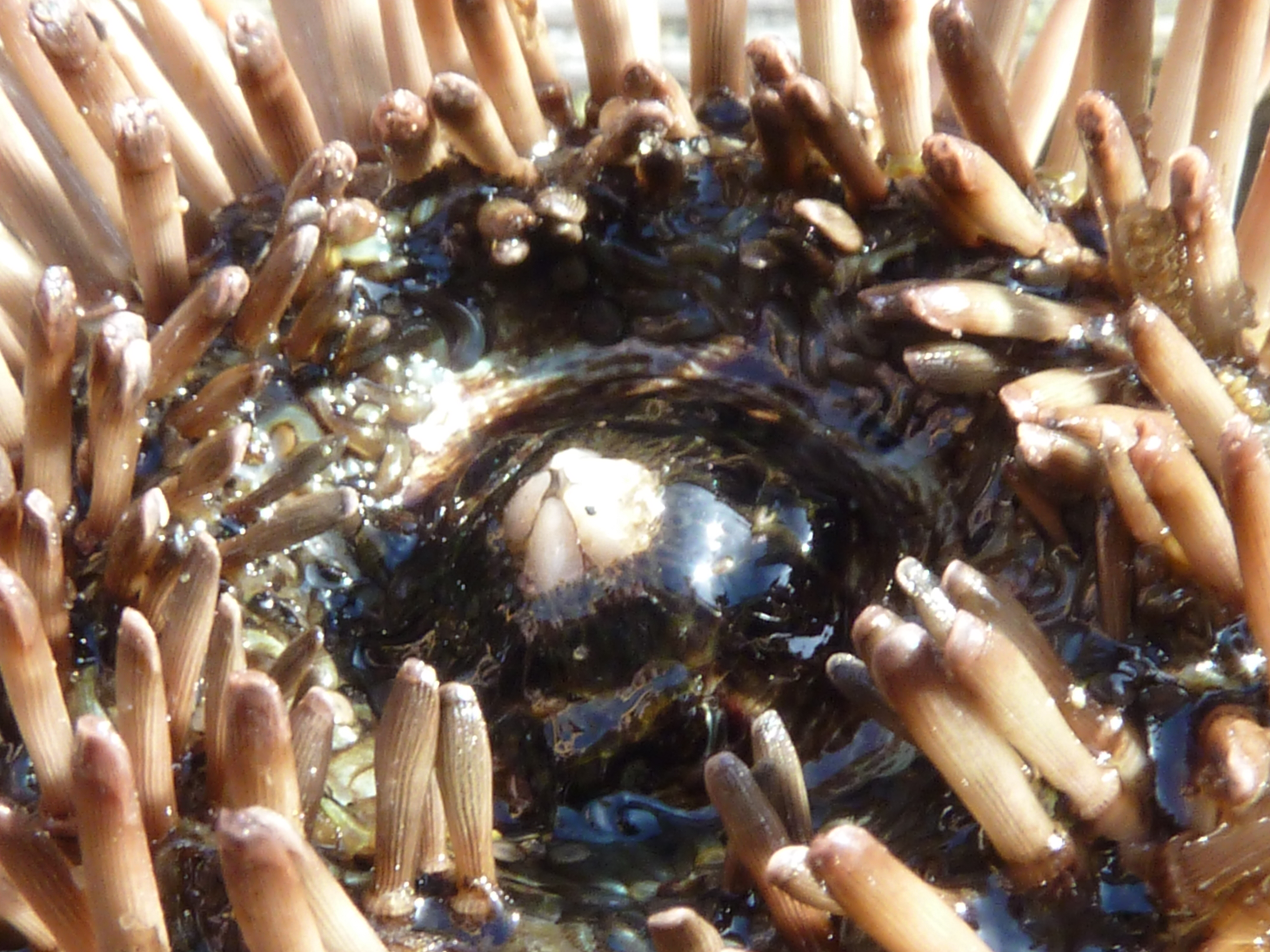
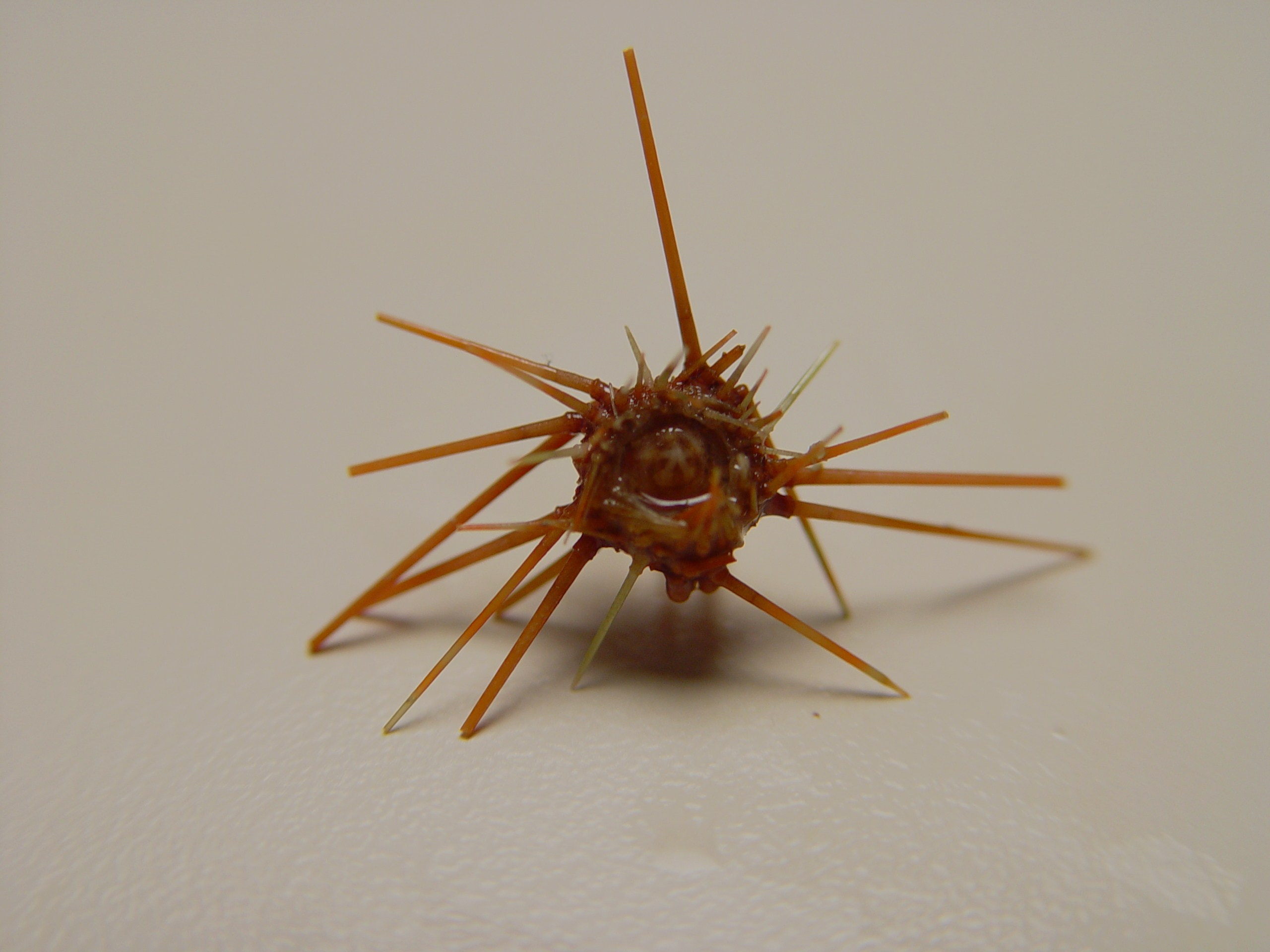
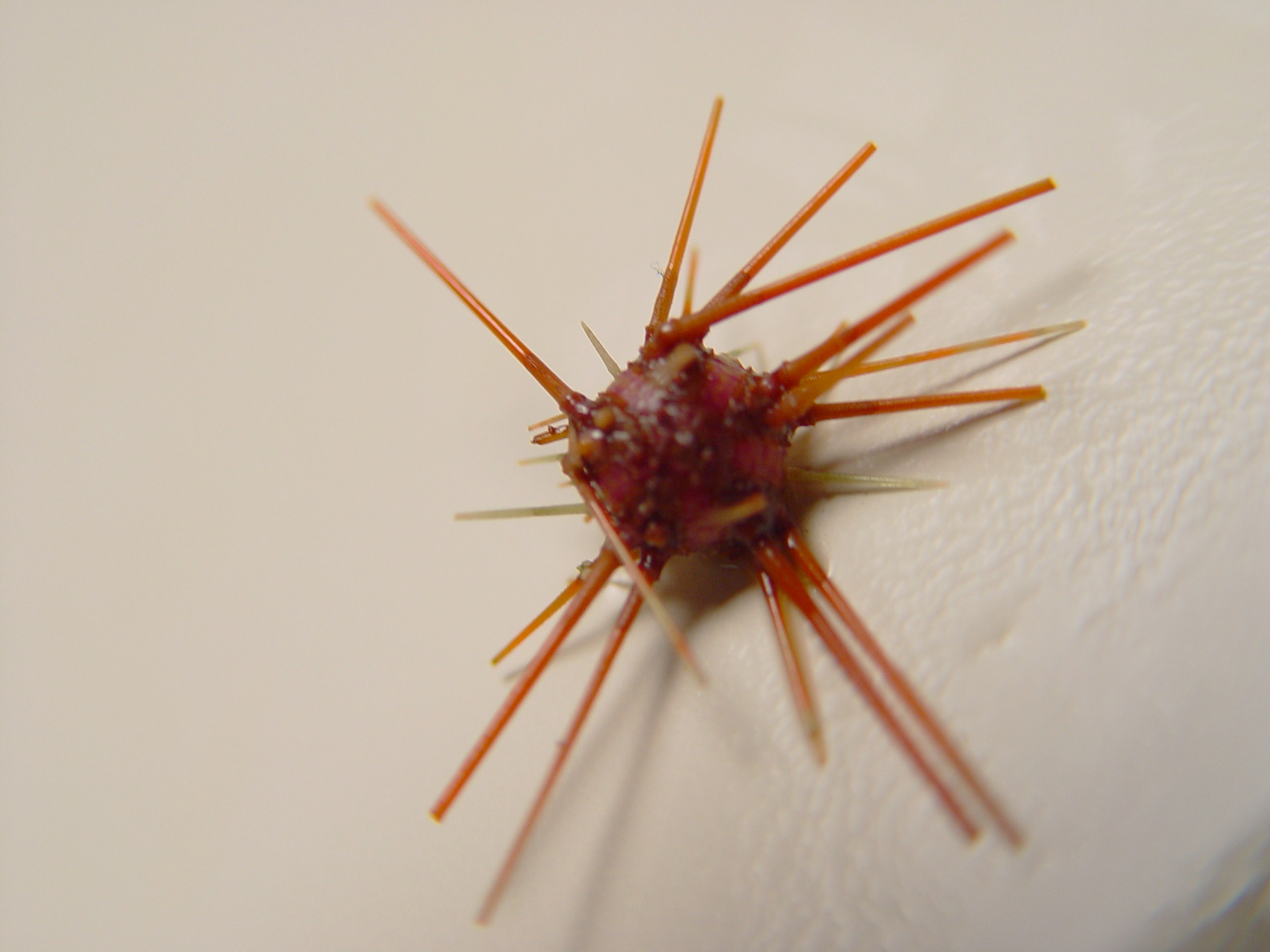
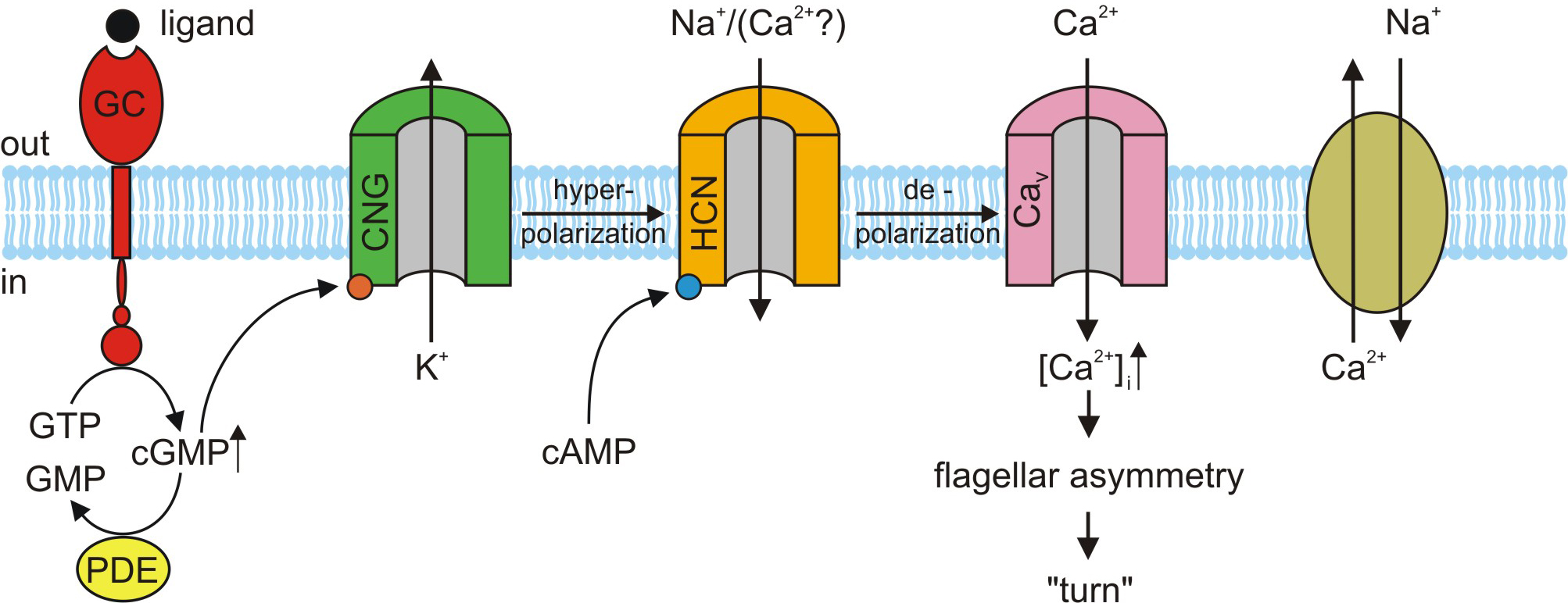